# Абадзехская
Абадзе́хская (адыг. Абдзах) — станица в Майкопском районе Республики Адыгея России. Административный центр Абадзехского сельского поселения.

## География
Расположена на правом берегу реки Белой, при впадении небольшого правого притока Фюнтв.
Станица находится в 28 км южнее Майкопа и в 8 км севернее посёлка Каменномостского. Остановочный пункт 54 км на ветке Майкоп — Хаджох (Каменномостский) Северо-Кавказской железной дороги расположен на противоположном берегу реки, в небольшом посёлке Первомайский, с которым станица связана мостом.
Окружена лиственными горными лесами, в которых преобладают дуб, граб, ясень, клён.

## История
Основана в 1862 году (по другим данным в 1861 году). Название станицы происходит от этнонима абадзехи, адыгского этноса, представители которого проживали в этих местах до Кавказской (Русско-черкесской) войны. До окончания боевых действий в 1864 году станица находилась на передовой линии.
В составе Кубанской области входила в Майкопский отдел.

## Население
| 1970  | 1979  | 2002  | 2010  | 2013  | 2014  | 2015  |
| ----- | ----- | ----- | ----- | ----- | ----- | ----- |
| 4920  | ↘4554 | ↘4008 | ↘3623 | ↗3676 | ↘3675 | ↘3643 |
| 2016  | 2017  | 2018  | 2019  | 2020  | 2021  | 2023  |
| ↘3629 | ↘3589 | →3589 | ↗3601 | ↗3693 | ↘3521 | ↗3523 |
| 2024  |       |       |       |       |       |       |
| ↗3532 |       |       |       |       |       |       |

### Национальный состав
По переписи населения 2002 года из 4008 проживающих в станице, 3800 человек пришлось на 5 национальностей:
| Национальность | %      | Численность |
| -------------- | ------ | ----------- |
| Русские        | 85,7 % | 3433        |
| Армяне         | 5,5 %  | 220         |
| Украинцы       | 2,9 %  | 116         |
| Адыгейцы       | 0,4 %  | 18          |
| Курды          | 0,3 %  | 13          |

По данным Всероссийской переписи населения 2021 года:
| Народ               | Численность, чел. | Доля от всего населения, % |
| ------------------- | ----------------- | -------------------------- |
| русские             | 3 066             | 87,08 %                    |
| армяне              | 166               | 4,71 %                     |
| цыгане              | 68                | 1,93 %                     |
| курды               | 35                | 0,99 %                     |
| украинцы            | 25                | 0,72 %                     |
| адыги (черкесы)     | 16                | 0,45 %                     |
| другие / не указано | 145               | 4,12 %                     |
| всего               | 3 521             | 100,0 %                    |

## Археология
В окрестностях станицы Абадзехская на реке Средний Хаджох находится одна из крупнейших в России стоянок нижнего палеолита, где найдено более 2 тысяч кремнёвых орудий ашельского типа. Кремнёвое рубило, найденное на стоянке у станицы Абадзехской, довольно миниатюрное по сравнению с другими, у него не очень ровные, конец притуплен. Возраст  стратифицированного многослойного памятника Среднехаджохской стоянки составляет около 130—200 тыс. лет. Верхний слое стоянки датируется возрастом около 93 тыс. лет назад.